# Kanton Laventie
Laventie (Nederlands: Wentie) is een voormalig kanton van het Franse departement Pas-de-Calais. Het kanton maakte deel uit van het arrondissement Béthune.

## Gemeenten
Het kanton Laventie omvatte de volgende gemeenten:
- Fleurbaix (Vloerbeek)
- Laventie (Wentie) (hoofdplaats)
- Lestrem (De Stroom)
- Lorgies
- Neuve-Chapelle (Nieuwkapelle)
- Sailly-sur-la-Lys (Zelleken)